# Commodore Amiga
Amiga er en personlig computer, som oprindeligt blev udviklet af firmaet Hi-Toro (senere Amiga), firmaet kom imidlertid i økonomiske problemer, og eneste mulighed var at sælge firmaet til Commodore International. Commodore solgte den populære Commodore 64, og Amigaen blev således for mange brugere en afløser for den populære Commodore 64. Selve ordet amiga er spansk og betyder pigeven/veninde.
Amigaerne er alt efter model udstyret med forskellige CPU'er fra Motorolas 68000-serie. Maskinen har desuden nogle specielle hjælpe-chips til grafik og lyd. Da Amigaen kom på markedet, var den langt bedre end konkurrenterne. Senere viste det sig at være et problem, at grafikken var tilpasset tv-formatet, så det blev omstændeligt at skifte til bedre skærme.
Styresystemet havde fra starten en grafisk brugerflade og en ret fleksibel kommandolinje. I version 2.0 af styresystemet blev Amiga Basic udskiftet med ARexx, der er en variant af REXX.
Efter Commodores konkurs i 1994, blev rettighederne til Amiga navnet og dens komponenter solgt til tyske ESCOM, der genudgav Amiga 1200 og Amiga 4000T. Under ESCOM tiden blev en ny maskine (Walker) sat i udvikling, men blev aldrig sat i produktion før ESCOM gik konkurs.
Med Commodore ude af billedet, var der efter 1994 plads til konkurrence på hardware platformen, og tyske MacroSystem der igennem længere tid havde produceret hardware og software til Amiga computerne, fået licens til at producerer en Amiga klon ved navn DraCo. Maskinen var baseret på OS3.1 og gik direkte efter professionelle video og TV produktionsselskaber, i det maskinen var designet til broadcast TV og video redigering, et system der i mindre grad fungerede på Amiga 2/3/4000 modellerne med VLab Motion/Toccata. DraCo maskinen blev solgt frem til år 2000. MacroSystem producerede også en mindre videoredigeringsboks ved navn Casablanca, baseret på Amiga, dog uden mulighed for kørsel af AmigaOS software.
Efter ESCOMs fald blev rettighederne til Amiga solgt til computergiganten Gateway 2000, der havde store planer med Amiga'en, og satte udviklingen af AmigaOS 3.5 og OS3.9 i gang, samt startede produktudvikling af AmigaNG, der aldrig så dagens lys. Amiga blev solgt igen, og der blev i 2001 sat gang i licens til at producer Amiga systemer. Engelske Eye-tech producerede den første ægte PowerPC Amiga under navnet AmigaOne SE/XE og Micro, og belgiske Hyperion Entertainment fik opgaven at skrive AmigaOS 4.0, det første Amiga operativsystem til PowerPC processoren. Dette operativsystem er stadig i udvikling i dag og nyeste version er OS4.1FE (2017).
AmigaOS 4.x kan også køres på Amiga 1200, 3000 og 4000 maskinerne ved brug af en PowerPC accelerator fra Phase5/DCE. De to varianter var Blizzard PPC og CyberStorm PPC på op til 233MHz.
A-EON Technology Ltd står i dag for produktionen af nye Amiga bundkort og diverse hardware der til. Pt. er modellerne AmigaOne X1000 og X5000 udgivet.

## De forskellige Amiga-modeller fremstillet af Commodore (1985-1994) og ESCOM (1995-1996)
- Amiga 1000 (fra 1985)
- Amiga 500 (fra 1987) – CPU: M68000
- Amiga 2000 (fra 1987) – CPU: M68000
- Amiga 2500 (fra 1989)
- Amiga 1500 (fra 1990)
- Amiga 3000 (fra 1990) – CPU: M68030
- Amiga 500+ (fra 1991)
- Amiga 3000T (fra 1991)
- CDTV (fra 1991)
- Amiga 600 (fra 1992)
- Amiga 1200 (fra 1992)
- Amiga 4000/040 (fra 1992) – CPU: M68040
- Amiga 4000/030 (fra 1993) – CPU: M68030
- CD32 (fra 1993)
- Amiga 4000T (fra 1994)
- Amiga 4000/060 (fra 1996) – CPU: M68060